# あすなろ物語 (テレビ番組)
『あすなろ物語』（あすなろものがたり）とは、TBSで2010年4月4日から12月25日まで放送されたミニドキュメンタリー番組である。

## 番組概要
横浜市にある聴導犬の訓練育成学校「あすなろ学校」の1年間を取材したドキュメンタリー番組である。

## 放送時間
TBS
- 2010年4月4日 - 9月26日　日曜日22:54 - 23:00
- 2010年10月2日 - 12月25日　土曜日21:54 - 22:00